# Oleh Romanyšyn
Oleh Michajlovyč Romanyšyn (in ucraino Олег Михайлович Романишин?; Leopoli, 10 gennaio 1952) è uno scacchista ucraino (fino al 1991 sovietico), grande maestro.

## Biografia
È considerato un esperto di teoria delle aperture; la variante 4. g3 della difesa nimzo-indiana porta il suo nome insieme a quello di Garri Kasparov.
Dopo aver vinto il campionato europeo juniores (under 20) nel 1973, gli fu assegnato il titolo di maestro internazionale. Ha partecipato per tre volte al campionato del mondo di scacchi per studenti (1974, 1976 e 1977) vincendo tre medaglie d'oro di squadra e due individuali. Nel 1976 conseguì il titolo di grande maestro.
Negli anni seguenti ottiene diversi risultati prestigiosi, tra cui il secondo posto ex aequo nel campionato sovietico del 1975 (vinto da Tigran Petrosjan)  e la vittoria nei tornei di Odessa nel 1974, Novi Sad nel 1975, Erevan nel 1976, Hastings nel 1976/77, Leningrado nel 1977 (ex aequo con Michail Tal', Gausdal nel 1979, Polanica-Zdrój nel 1980, Leopoli nel 1981 (ex aequo con Tal'), Jūrmala nel 1983, Mosca nel 1985, torneo di Capodanno di Reggio Emilia nel 1986 (ex aequo con Ulf Andersson e Ljubomir Ljubojević), campionato ungherese open del 1990 a Győr (con due punti di vantaggio sul 2º).
Partecipò al campionato del mondo PCA (Professional Chess Association, fondata da Garri Kasparov) del 1995, perdendo però al primo turno contro Viswanathan Anand.
È tuttora attivo: tra i suoi ultimi successi vi sono il torneo di Salona-Spalato nel 2004 e quello dell'Hotel Petra a Roma nel 2005.
Ha partecipato a sei edizioni delle Olimpiadi degli scacchi, una con l'Unione Sovietica e cinque con l'Ucraina, vincendo un totale di due argenti e due bronzi. Ha vinto sei medaglie d'oro e una d'argento ai campionati europei a squadre e un oro e due argenti ai campionati mondiali a squadre.
Ha raggiunto il punteggio Elo più alto nel gennaio 1993 con 2615 punti, numero 36 al mondo e 2º in Ucraina.